# Ptolemeu (fill d'Aeropos)
Ptolemeu (en llatí Ptolemaeus, en grec antic Πτολεμαίος) fill d'Aeropos, era un oficial sirià al servei del rei selèucida Antíoc III el Gran, que es va destacar durant la batalla de Panion el 198 aC, segons diu Polibi.